# Харино (Бабаевский район)
Харино — деревня в Бабаевском районе Вологодской области.
Входит в состав Центрального сельского поселения, с точки зрения административно-территориального деления — в Центральный сельсовет.
Расположена на правом берегу реки Суда. Расстояние по автодороге до районного центра Бабаево — 92 км, до центра муниципального образования деревни Киино — 4 км. Ближайшие населённые пункты — Кябелево, Морозово, Нижний Конец.
По данным переписи в 2002 году постоянного населения не было.